# 利斯堡 (新澤西州)
利斯堡（英語：Leesburg）是位於美國新澤西州坎伯蘭縣的普查規定居民點。

## 人口
根據2020年美國人口普查的數據，利斯堡的面積為5.10平方千米，當中陸地面積為4.56平方千米，而水域面積為0.54平方千米。當地共有人口601人，而人口密度為每平方千米117.84人。